# Alpedrinha
Alpedrinha is een plaats (freguesia) in de Portugese gemeente Fundão en telt 1087 inwoners (2011).